# Machaeridia
Den här sidan handlar om insektssläktet. För det fossila släktet bland annilierna se Machaeridia (annelider) 
Machaeridia är ett släkte av insekter. Machaeridia ingår i familjen gräshoppor.
Kladogram enligt Catalogue of Life:
| Machaeridia | \| \| Machaeridia bilineata \| \| \| \| \| \| Machaeridia conspersa \| \| \| \| |
|             | \| \| Machaeridia bilineata \| \| \| \| \| \| Machaeridia conspersa \| \| \| \| |
|             | Machaeridia bilineata                                                           |
|             |                                                                                 |
|             | Machaeridia conspersa                                                           |
|             |                                                                                 |